# 布倫特·魯克
泰瑞·布倫特·魯克二世（英語：Terry Brent Rooker Jr.，1994年11月1日—），為美國職棒大聯盟的外野手，目前效力於運動家。他先前曾效力於雙城、教士與皇家等隊。

## 職業生涯

### 明尼蘇達雙城
2017年美國職棒大聯盟選秀，雙城在第35順位選進魯克。他從新人聯盟出發，並繳出2成81的打擊率。
2018年，他在2A敲出22轟與79分打點，並在隔年升上3A。他在3A繳出2成81的打擊率，並敲出14轟與47分打點，成功獲選為3A國際聯盟的全明星。10月10日，他代表美國隊參加2019年世界棒球12強賽。他在整個錦標賽中繳出3成打擊率，並敲出3轟與5分打點。其中他在面對中華隊的比賽中，於7局下敲出致勝2分砲，幫助美國隊最終拿下第四名。他也獲選為12強賽最佳指定打擊。
2020年9月4日，魯克成功登上大聯盟。

### 聖地牙哥教士
2022年4月7日，雙城將魯克、泰洛·羅傑斯和現金交易到教士，換來克里斯·帕達克、艾米里歐·帕岡和一名日後指定球員。

### 堪薩斯市皇家
2022年8月2日，教士將魯克交易到皇家，換來Cam Gallagher。

### 奧克蘭運動家
2022年11月17日，運動家從讓渡名單選走魯克。2023年5月1日，他榮獲美聯單週最佳球員。他也在這年入選生涯首次的明星賽。

## 外部連結
- 球員資訊和成績在MLB ，ESPN ，Retrosheet ，Baseball Reference ，Baseball Reference (Minors) ，Fangraphs ，The Baseball Cube （英文）